# XKeyscore
XKeyscore (XKS) ist eine durch Science Applications International Corporation (SAIC, heute Leidos) entwickelte Spionagesoftware des US-amerikanischen Geheimdienstes NSA. Die brasilianische Zeitung O Globo und die australische Tageszeitung The Sydney Morning Herald veröffentlichten am 8. Juli 2013 erstmals Informationen und Details zur Existenz und Funktionsweise des Systems. Den Berichten liegen Dokumente des Whistleblowers Edward Snowden zugrunde.
Die Behörde selbst erläutert: XKeyscore sei ein „System zur Ausnutzung von Digital Network Intelligence / Analysestruktur“.
Die Veröffentlichungen zu XKeyscore sind Teil der globalen Überwachungs- und Spionageaffäre, in deren Rahmen die massive Überwachung der weltweiten Kommunikation durch die USA und das Vereinigte Königreich offengelegt wurden. Durch die XKeyscore-Veröffentlichungen ist erstmals eine Beteiligung Australiens und Neuseelands im Rahmen der UKUSA-Vereinbarung offenkundig geworden. Deren Mitglieder – die international ausgerichteten Nachrichtendienste von Großbritannien (GCHQ), USA (NSA), Australien (DSD), Kanada (CSEC) und Neuseeland (GCSB) – sind auch als „Five Eyes“ bekannt. In Deutschland wird XKeyscore nachweislich vom Bundesnachrichtendienst (BND) und vom Bundesamt für Verfassungsschutz (BfV) eingesetzt.

## Funktion
Laut den Unterlagen ist XKeyscore dafür konzipiert, mit Hilfe von Metadaten und anderen Daten beispielsweise Stichwortlisten von Suchmaschineneingaben spezifisch für eine einzelne Zielperson auszugeben. Auch Chats und E-Mails sind auswertbar. Ebenso soll eine temporäre, ungefilterte Sammlung aller für diese Person überhaupt anfallenden Daten in Echtzeit erstellbar sein. Zielpersonen können durch den Namen, Merkmale des Browsers, Telefonnummern oder Nickname sowie durch Kontaktlisten im Instant Messaging definiert werden. Eine Identifizierung über IP-Adresse oder auch mittels der verwendeten Sprache ist ebenfalls möglich, beispielsweise Alle Suchanfragen auf Deutsch eines Landes der Achse des Bösen. Auch Anfragen wie PGP-Verschlüsselungen, oder VPN-Verbindungen in und aus dem Irak werden als machbare Beispiele genannt.
Internetdaten können nur kurz, Verbindungsdaten für etwa 30 Tage gespeichert werden. Daten können in andere Datenbanken verschoben und dort länger gespeichert werden.

## Betrieb

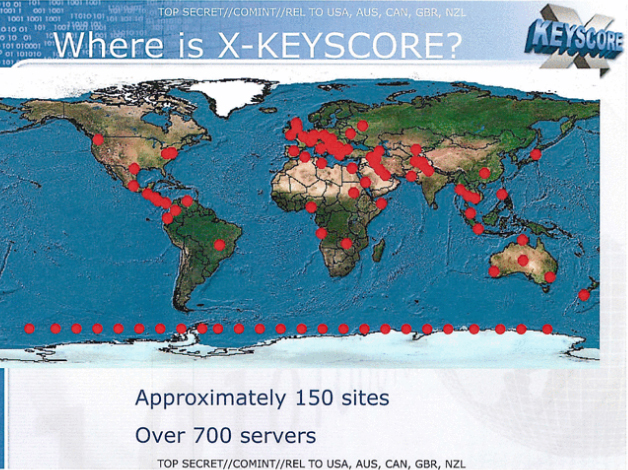
XKeyscore-Einsatzorte

Laut der Präsentation aus dem Jahre 2008 bestand XKeyscore damals aus einem Verbund von mehr als 700 Servern, die auf 150 verschiedene Standorte verteilt waren. Das System sei linear skalierbar – also ausbaufähig durch das einfache Hinzufügen weiterer Server.
Der Sydney Morning Herald benannte vier Überwachungseinrichtungen in Australien – die US Australian Joint Defence Facility südwestlich von Alice Springs sowie die drei vom australischen Nachrichtendienst Defence Signals Directorate (DSD) betriebenen Anlagen Shoal Bay Receiving Station bei Darwin, Australian Defence Satellite Communications Station in Geraldton und HMAS Harman außerhalb von Canberra. Die fünfte im ozeanischen Raum gelegene Anlage ist Waihopai Station bei Blenheim, die vom neuseeländischen Nachrichtendienst Government Communications Security Bureau (GCSB) betrieben wird.
XKeyscore bietet die Möglichkeit, zentral die Daten aus drei Datenbeständen zu durchsuchen, die von folgenden Organisationen betrieben werden:
- Special Collection Service (SCS; Besonderer Sammeldienst), eine Kooperation von NSA und CIA, die auch unter der Code-Bezeichnung F6 geführt wird.
- Foreign Satellite Collection (FORNSAT; Überwachung ausländischer Satelliten)
- Special Source Operations (SSO; Betriebseinheit für besondere Quellen), eine Unterorganisation der NSA, die für die Sammlung von Metadaten zuständig sein soll, die sie unter anderem vom britischen Geheimdienst GCHQ beziehen soll.

Die SCS soll laut der Zeit bereits mehrfach als eine Sondereinheit beschrieben worden sein, die für das Überwachen, Abhören und das Eindringen in fremde Computer, aber auch für das Verwanzen ausländischer Botschaften zuständig sein soll.

## Einsatz
Die vom Guardian veröffentlichte Präsentation bestätigte Snowdens Äußerung, (vertrauliche) Daten können ohne vorangegangen richterlichen Beschluss abgefragt werden und widerspricht der Aussage von US-Regierungsvertretern. Der gezeigte Nutzerdialog für eine konkrete Überwachungsmaßnahme bietet eine einfache Vorlage zur Auswahl, welcher Zweck verfolgt würde. Um das Gesetz zu umgehen, das verhindern soll, dass US-Bürger zum Ziel der Überwachung werden können, reicht es den NSA-Analysten beispielsweise beim Anstoßen einer E-Mailüberwachung aus, den Menüpunkt anzuwählen „…keine Information weist darauf hin, dass sich die Zielperson in den USA befindet“.
Schon 2007 wurden 850 Milliarden Anrufdaten und 150 Milliarden unspezifizierte Internetdaten gespeichert.
In den USA werden Fachleute im Umgang mit XKeyscore unter anderem von Unternehmen wie L-3 Communications, Tasc oder CyTech eingesetzt, die in den Anforderungsprofilen von Vakanzen in ihren Stellenbörsen Kenntnisse im Umgang mit XKeyscore benennen.

### In Deutschland

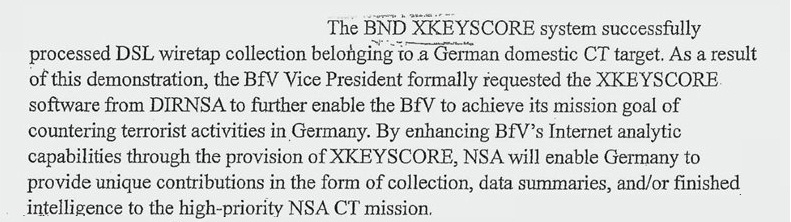
Ausschnitt aus einer NSA-Präsentation über XKeyscore und die Zusammenarbeit mit BND und BfV.

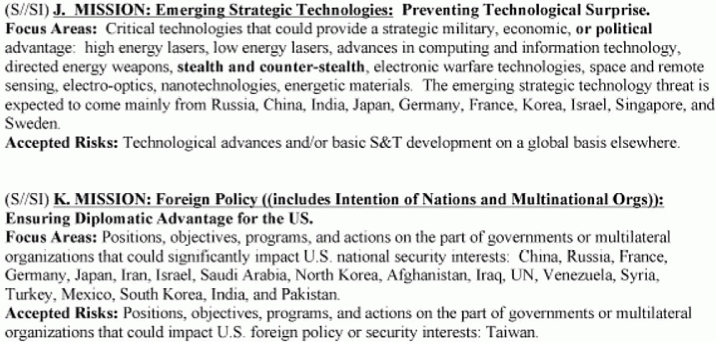
In Deutschland bestanden von 2007 bis 2013 die Hauptaufgaben der NSA in Strategic Mission J (Wirtschaftsspionage) und Strategic Mission K (Überwachung der politischen Führungspersonen).

Aus den von Edward Snowden offengelegten geheimen Dokumenten der NSA, die der Spiegel habe einsehen können, ginge hervor, dass eine enge Zusammenarbeit mit den deutschen Nachrichtendiensten existiere. NSA-Mitarbeiter sollen im Januar 2013 in den Dokumenten notiert haben, dass der BND daran gearbeitet hat, „die deutsche Regierung so zu beeinflussen, dass sie Datenschutzgesetze auf lange Sicht laxer auslegt, um größere Möglichkeiten für den Austausch von Geheimdienst-Informationen zu schaffen.“
In einem Anfang 2014 ausgestrahlten Interview bestätigte Edward Snowden erneut den Zugang Deutschlands zu XKeyscore. Im August 2015 veröffentlichte die Zeit den Vertrag, mit dem das Bundesamt für Verfassungsschutz und der BND die Spionagesoftware der NSA im April 2013 kauften, im Wortlaut.
Von den monatlich 500 Millionen aus Deutschland stammenden Datensätzen, die im Rahmen der gesamten Überwachungsaktivitäten anfielen, stammten im Dezember 2012 180 Millionen Einträge von XKeyscore.
Der damalige Präsident des BfV Hans-Georg Maaßen dementierte 2013, dass seine Behörde Zugriffsmöglichkeit auf die Datenbanken habe. Er bestätigte, dass das BfV die Software teste. Dabei würden jedoch keine Daten zur weiteren Verarbeitung gesammelt. Im Februar 2016 wurde bekannt, dass beim BND das NSA-Überwachungswerkzeug XKeyscore ohne IT-Sicherheitskonzept und beim BfV im „Wirkbetrieb“ eingesetzt wird. Die Leiterin der XKeyscore-Projektgruppe beim BfV sagte vor dem NSA-Untersuchungsausschuss: „Wir wissen nicht, was das Ding tut, wenn es ans Internet angeschlossen wird“. Maaßen wird von Netzpolitik.org zitiert: „Sollte in Wirkbetrieb gehen, haben es auf Sicherheit geprüft. Kennen den Quelltext nicht.“

### In Dänemark
Ende Mai 2021 würde im Zuge der Aufdeckung der Operation Dunhammer durch einen Informanten des Geheimdienstes bekannt, dass der dänische Geheimdienst Forsvarets Efterretningstjeneste Xkeyscore verwendete, um Politiker der befreundeten Staaten Schweden, Norwegen, den Niederlanden, Frankreich und  Deutschland abzuhören.

## Übersicht: Einsatzmöglichkeiten und Fähigkeiten von XKeyscore
- XKeyscore-Präsentation von 2008 (PDF; 27 MB)
- Seite 11: Metadatenverarbeitung
- Seite 12: Plug-ins: E-Mail, HTTP, Chat, Telefonnummern
- Seite 13: Speichermöglichkeiten
- Seite 16: Selektor: PGP-Nutzung im Iran
- Seite 19: Selektor: Suche nach deutschem Sprecher in Pakistan
- Seite 23: Selektor: Extraktion von Informationen aus abgefangenen Dokumenten
- Seite 24: Selektor: Alle angreifbaren Maschinen in Land „X“
- Seite 26: Selektor: Alle abgefangenen Dokumente mit IAEO-Referenz

### Englische Weblinks
- XKEYSCORE: NSA's Google for the World's Private Communications. In: firstlook.org. 2. Juli 2015, abgerufen am 3. Juli 2015.
- A Look at the Inner Workings of NSA's XKEYSCORE - The Intercept. In: firstlook.org. 3. Juli 2015, abgerufen am 3. Juli 2015.
- Dokumente-Sammlung zu XKeyscore auf Cryptome.org: 1.268 Seiten; 614 MB